# Matthew Herbert
Matthew Herbert es un artista musical y productor inglés, centra su carrera profesional en la música electrónica con un corte minimalista, aunque también está inmerso en otros proyectos musicales de lo más variados.

## Historia
Su primera aparición pública es en 1995 bajo el nombre de Wishmountain utilizando como instrumento una bolsa de patatas fritas. Después de dos años con el mismo nombre Herbert decide enterrar este proyecto para centrarse en su otro proyecto Radio boy.
A mediados de los 90 Herbert viaja a San Francisco donde conoce a Dani Siciliano, cantante de jazz, con quien llegó a casarse.
En 1998 se publica Around the house para el cual utiliza sonidos creados mediante útiles de cocina. Durante el resto de los 90 Herbert se dedica a hacer remezclas para otros artistas como Moloko, Motorbass, Alter ego, entre otros. También editó sencillos, maxis, y álbumes bajo un amplio abanico de nombres (Doctor Rockit, Radio Boy, Mr. Vertigo, and Transformer).
En 2001 aparece Bodily functions con una estructura similar a Around the house, pero para el cual utilizó sonidos de distintas partes del cuerpo humano. Gracias a un acuerdo que firmó Herbert para el sello Studio !K7 este disco fue distribuido a nivel mundial.
Goodbye Swingtime aparece en 2003 bajo el nombre de The Matthew Herbert big band, para la creación y composición del disco contó con la participación de 16 músicos provenientes del mundo jazz. En esta lista de músicos se encuentran los saxofonistas Dave O'Higgins and Nigel Hitchcock, el pianista Phil Parnell, y el bajista Dave Green, entre otros. La banda se completa en directo con Dani Siciliano y Arto Lindsay.
En 2006 se publica Scale su disco más exitoso hasta la fecha.

## Discografía

### Como Matthew Herbert
- The antioch bypass Ep (1997)
- Let's all make mistakes (2000)
- Mistakes (2001)
- One minute (2001)
- Mistakes (2001)
- Secondhand sounds (2002)
- On your feet Ep (2004)
- Plat du jour (2005)
- The appetiser (2005)
- Score (2007)

### Como Herbert
- Parts Remixed (1996)
- 100 Lbs (1996)
- Parts One Two and Three (1996)
- Around the House (1998)
- Bodily Functions (2001)
- Secondhand Sounds: Herbert Remixes (2002)
- Around the House (2002)
- Scale (2006)

### Como Wishmountain
- Wishmountain is dead - Long live to Radio Boy (1997)

### Como Radio Boy
- The mechanics of destruction (2001)
- Rude Workouts (2005)

### Como DR. Rockit
- The music of sound (1996)
- Indoor fireworks (2000)
- The unnecessary history of Doctor Rockit (2004)

### Como Matthew Herbert Big Band
- Goodbye swingtime (2003)
- There’s me and there’s you (2008)
- The State Between Us (2019)

## Ligas externas
- Biografía y discografía en Un Planeta de sonidos.
- Video en el canal DW Español en vivo sobre los sonidos, que incluye el trabajo de Matthew Herbert acerca de los sonidos y sus implicaciones políticas (Transmitido en vivo antes de las 00 horas del jueves 11 de enero del 2018 (hora de la Ciudad de México)

- Datos: Q290270
- Multimedia: Matthew Herbert / Q290270